# Charles Joseph de Villers
Charles Joseph de Villers o Devillers (Rennes, 24 luglio 1724 – Rennes, 3 gennaio 1810) è stato un naturalista ed entomologo francese.

## Biografia
Charles de Villers fu membro dell’Académie des sciences, belles-lettres et arts di Lione dal 1764 al 1810.
Fu amico di Philibert Commerson (1727–1773), Jean-Emmanuel Gilibert (1741–1814) e Marc Antoine Louis Claret de La Tourrette (1729–1793).
Possedeva un gabinetto di curiosità e si interessò alla fisica e alla matematica.

## Opere principali
- Journées physiques, 1761. Lione, Jean De Ville.
- Caroli Linnaei entomologia, 1789: raccolta delle descrizioni degli insetti fatte da Carl von Linné.